# Super Don Quix-ote
Super Don Quix-ote è un videogioco arcade su LaserDisc, prodotto nel 1984 da Universal (ora Aruze).

## Trama
Ispirato al personaggio di Don Chisciotte della Mancia, il protagonista del videogioco è un cavaliere che, aiutato dal fedele scudiero Sancho, cerca di salvare la sua bella, rapita da Leona, una strega che ora la tiene rinchiusa nel suo antro.

## Modalità di gioco
Il gioco è basato su immagini a cartone animato su laserdisc e sulla rapida esecuzione di mosse istantanee giuste al momento giusto, ma diversamente da titoli più noti come Dragon's Lair, viene mostrato a video anche un rapido suggerimento della prossima mossa da fare.
Ci sono 12 livelli, che però non vengono presentati sempre nello stesso ordine.